# И с вами снова я…
«И с вами снова я…» — советский художественный телефильм 1981 года режиссёра Бориса Галантера о жизни и творчестве русского поэта Александра Сергеевича Пушкина.

## Сюжет
Фильм иллюстрирует отдельные эпизоды, показывающие жизнь поэта. Сценарий основан на свидетельствах современников, а также стихотворениях, рисунках и письмах Пушкина.

В фильме «И с Вами снова я…» нашли отражение и связь Пушкина с декабристами, и непростые отношения поэта с императором, словом, многое из того, чем была богата противоречивая эпоха правления Николая I.— фрагмент статьи Леонида Гуревича из «Новейшей истории отечественного кино» (1986–2000)

## В ролях
- Александр Пономарёв — Александр Сергеевич Пушкин
- Ирина Калиновская — Наталья Николаевна Пушкина-Ланская
- Юрий Богатырев — царь Николай I
- Михаил Козаков — Чаадаев
- Александр Кайдановский — декабрист Н. В. Путята
- Александр Калягин — Жуковский
- Игорь Костолевский — Дантес
- Альберт Филозов — Петр Андреевич Вяземский
- Матлюба Алимова — Таня
- Елена Романова — Дарья Фёдоровна Фикельмон
- Валерий Еремичев — граф Александр Христофорович Бенкендорф

## Съёмочная группа
- Автор сценария: Борис Галантер
- Режиссёр: Борис Галантер
- Оператор: Евгений Анисимов
- Композитор: Шандор Каллош

- Исполнитель романсов Ш. Каллоша — Пружанский, Аркадий Михайлович